# Sacred Hunger
Sacred Hunger è un romanzo storico di Barry Unsworth del 1992, anno in cui è stato premiato con il Booker Prize a pari merito con Il paziente inglese di Michael Ondaatje.
La storia, ambientata verso la metà del XVIII secolo, ruota attorno alla Liverpool Merchant, una nave impiegata nella tratta atlantica degli schiavi africani, una rotta centrale del traffico degli schiavi sull'Atlantico. I due personaggi principali sono i cugini Erasmus Kemp, figlio di un ricco mercante del Lancashire, e Matthew Paris, un dottore e scienziato che s'imbarca sulla nave. 
Il tema principale del romanzo è l'avarizia, e il tema della schiavitù viene usato come mezzo per esplorare la questione.